# Pješčarsko smilje
Pješčarsko smilje (smilje žuto, lat. Helichrysum arenarium) je mediteranska biljka iz porodice glavočika koja raste na sunčanim kamenjarima a cvjeta od lipnja do srpnja. Smilje sadrži gorke tvari, flavonoide, eterično ulje. Potiče izlučivanje želučanog soka i žuči, djeluje protuupalno. Pomaže kod nadutosti, bolest jetre i žučnog mjehura. Za inhaliranje kod tegoba u dišnim putevima.

## Sastav
Cvjetovi ove vrste smilja sadrže flavonoidne glikozide (salipurpurozid, kemferol i izosalipurpurozid), flavonoide (naringenin i apigenin), šećere (1,2%), vitamine C i K. Osim toga, u cvjetovima su pronađeni ftalidi, makromolekularni alkoholi, smole (3,66%), steroidni spojevi, boje, eterična ulja (do 0,05%), inozitol, tanini, masne kiseline, mineralne soli i elementi u tragovima. Suma ekstraktivnih tvari je 26,8%. 
Sastav eteričnog ulja uključuje krezol, slobodne kiseline, uključujući kaproinsku kiselinu.
Cvjetovi sadrže: pepeo - 1,32%; makronutrijente (mg/g): K - 16,30, Ca - 7,00, Mg - 1,20, Fe - 0,13; elementi u tragovima (CBN): Mn - 0,38, Cu - 0,51, Zn - 0,39, Cr - 0,08, Al - 0,03, Se - 17,10, Ni - 0,71, Sr - 0,38, Pb - 0,02, B  - 85,20 µg/g.

## Ljekovitost
Ima antibakterijsko djelovanje, što je povezano s prisutnošću smolnih kiselina.
Biljni pripravci biljke poboljšavaju izlučivanje žuči, stimuliraju sintezu žučnih kiselina iz kolesterola, povećavaju sadržaj kolata i bilirubina u žuči. Pripravci Helichrysuma povećavaju koeficijent kolat-kolesterol, smanjujući tako litogenost žuči i lagano povećavaju tonus žučnog mjehura. Ekstrakt smilja djeluje antispazmodično na glatku muskulaturu crijeva, žučnih putova, žučnog mjehura i krvnih žila. Ova svojstva su posljedica prisutnosti flavonoidnih spojeva u biljci.
Osim toga, inhibira rast stafilokoka i streptokoka, zaustavlja povraćanje i mučninu, ublažava težinu u želucu, bolove u žučnom mjehuru.

## Sinonimi
- Cyttarium arenarium Peterm.
- Gnaphalium adscendens Thunb.
- Gnaphalium arenarium L.
- Gnaphalium aureum Gilib.
- Gnaphalium buchtormense Sch.Bip.
- Gnaphalium elichrysum Pall.
- Gnaphalium graveolens Henning
- Gnaphalium ignescens L.
- Gnaphalium prostratum Patrin ex DC.
- Helichrysum arenarium (L.) DC.
- Helichrysum arenarium var. arenarium
- Helichrysum arenarium subsp. arenarium
- Stoechas citrina Gueldenst.[2]

## Vanjske poveznice
|  | Zajednički poslužitelj ima stranicu o temi Helichrysum arenarium    |
|  | Zajednički poslužitelj ima još gradiva o temi Helichrysum arenarium |
|  | Wikivrste imaju podatke o taksonu Helichrysum arenarium             |